# Hrabstwo Lake of the Woods
Hrabstwo Lake of the Woods (ang. Lake of the Woods County) – hrabstwo w stanie Minnesota w Stanach Zjednoczonych. Obszar całkowity hrabstwa obejmuje powierzchnię 1 774,66 mil2 (4 596,38 km²). Według danych z 2010 r. hrabstwo miało 4 045 mieszkańców. Hrabstwo powstało 1 stycznia 1923 roku, a jego nazwa pochodzi od Jeziora Leśnego.

## Sąsiednie hrabstwa
- Dystrykt Kenora (Kanada) (północ)
- Dystrykt Rainy River (Kanada) (północny wschód)
- Hrabstwo Koochiching (południowy wschód)
- Hrabstwo Beltrami (południe)
- Hrabstwo Roseau (zachód)
- Dystrykt Nr. 1 (Kanada) (północny zachód)

## Miasta
- Angle Inlet (CDP)
- Baudette
- Williams